# 手捏紙徵
手捏紙徵（又稱弗羅曼徵象，Froment sign）是一項用於檢測尺神經麻痺的特殊臨床檢查，主要評估拇收肌的功能狀態。

## 檢查方法
檢查時要求患者用拇指和食指夾住紙張等扁平物品，檢查者嘗試抽出物品。正常情況下可維持握持，尺神經麻痺患者則因拇收肌無力，會代償性使用正中神經支配的拇長屈肌，導致拇指指間關節屈曲。若同時出現拇指掌指關節過度伸展（讓內徵象，Jeanne's sign），更提示尺神經病變。
此徵象由法國神經學家朱爾·弗羅曼於1915年首次描述。